# Centro-Ifara
Centro-Ifara, también llamado Centro-Colinas, es el nombre de uno de los cinco distritos en que se divide administrativamente el municipio de Santa Cruz de Tenerife (Canarias, España).
La sede del distrito se localiza en la Zona Centro.

## Características
Comprende el territorio que se extiende entre las laderas del Macizo de Anaga y la margen izquierda del barranco de Santos. Es la zona más antigua de la ciudad, donde se encuentra el casco histórico y donde se localizaban los primeros asentamientos poblacionales. Las posibilidades de expansión de esta zona están muy limitadas ya que algunos barrios llegan a encaramarse en las laderas cercanas por la falta de suelo. A pesar de esto la densidad de población no es excesivamente alta ya que los edificios no suelen sobrepasar las seis plantas de altura y gran parte del terreno lo integran plazas, ramblas, villas residenciales y parques como el de García Sanabria.

### Barrios
| Denominación       | Superficie | Población (2016) |
| ------------------ | ---------- | ---------------- |
| Las Acacias        | 0,12 km²   | 649 hab.         |
| Barrio Nuevo       | 0,28 km²   | 1 352 hab.       |
| Duggi              | 0,17 km²   | 5 530 hab.       |
| Los Hoteles        | 0,14 km²   | 1 553 hab.       |
| Ifara              | 0,34 km²   | 1 387 hab.       |
| Los Lavaderos      | 0,03 km²   | 252 hab.         |
| Las Mimosas        | 0,54 km²   | 2 881 hab.       |
| Salamanca          | 0,26 km²   | 5 662 hab.       |
| El Toscal          | 0,55 km²   | 9 394 hab.       |
| Urbanización Anaga | 1,07 km²   | 5 352 hab.       |
| Uruguay            | 0,09 km²   | 1 274 hab.       |
| Zona Centro        | 0,74 km²   | 8 753 hab.       |
| Zona Rambla        | 0,08 km²   | 2 793 hab.       |
| Total Distrito     | 4,41 km²   | 46 832 hab.      |

## Demografía
| 2005   | 2006   | 2007   | 2008   | 2009   | 2010   |
| ------ | ------ | ------ | ------ | ------ | ------ |
| 53 304 | 53 652 | 52 785 | 52 905 | 52 494 | 52 698 |

## Representantes
En la legislatura 2015-2019 el Tagoror del Distrito está representado por el Concejal-Presidente José Carlos Acha Domínguez (PP), y por tres vocales a propuesta de CC-PNC; dos a propuesta del PP; dos a propuesta del PSOE; uno a propuesta de SSP; uno a propuesta de Cs y uno a propuesta del Grupo Mixto (IU).

## Lugares de interés

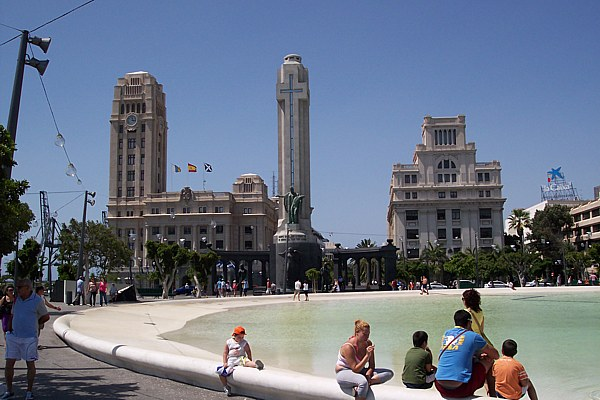
Plaza de España.

- Conjunto Histórico Artístico de El Toscal
- Conjunto Histórico Barrio de Los Hoteles-Pino de Oro
- Plaza de España
- Plaza de la Candelaria y Triunfo de la Candelaria
- Plaza del Príncipe de Asturias
- Plaza Weyler
- Plaza del Veinticinco de julio (Plza. de Los Patos)
- Parque García Sanabria
- Rambla de Santa Cruz
- Avenida de Francisco La Roche (Avenida de Anaga)
- Calle del Castillo
- Calle de La Noria
- Iglesia Matriz de La Concepción
- Iglesia de San Francisco de Asís
- Iglesia del Pilar
- Templo Masónico
- Parlamento de Canarias
- Cabildo de Tenerife
- Ayuntamiento de Santa Cruz de Tenerife
- Casino de Tenerife
- Real Club Náutico de Tenerife
- Colegio Escuelas Pías
- Círculo de la Amistad XII de enero
- Círculo de Bellas Artes
- Grand Hotel Mencey*****
- Puerto de Santa Cruz de Tenerife
- Centro de Arte La Recova
- Teatro Guimerá
- Teatro Victoria
- Museo Municipal de Bellas Artes
- Sala de Arte Los Lavaderos
- Museo Histórico-Militar de Canarias
- Plaza de toros de Santa Cruz de Tenerife
- Centro Comercial Parque Bulevar